# Coppa del Generalissimo 1962-1963
La Copa del Generalísimo 1962-1963 fu la 59ª edizione della Coppa di Spagna. Il torneo iniziò il 25 novembre 1962 e si concluse il 26 giugno 1963. La finale si disputò al Camp Nou di Barcellona. La competizione fu vinta dal Barcellona.

## Formula
In questa edizione presero parte tutte le squadre di Primera División e di Segunda División che si sfidarono in scontri ad eliminazione diretta. Le sedici squadre di Primera División furono qualificate direttamente per i sedicesimi.

## Squadre partecipanti

### Primera División

#### 16 squadre
| - Athletic Bilbao - Atlético Madrid - Barcellona - Real Betis - Córdoba - Deportivo La Coruña | - Elche - Maiorca - Malaga - Osasuna - Real Madrid | - Real Oviedo - Real Saragozza - Siviglia - Valencia - Real Valladolid |

### Segunda División

#### 32 squadre
| - Alavés - Atlético Baleares - Baskonia - Burgos - Cadice - CD Cartagena - Celta Vigo - Constància | - Eldense - Espanyol - Granada - Hércules - Indautxu - Langreo - Las Palmas - Levante | - Melilla CF - Valencia Mestalla - Ourense - Plus Ultra - Pontevedra - Racing Santander - Real Jaén - Real Murcia | - Real Sociedad - Recreativo Huelva - Sabadell - San Fernando - Salamanca UDS - Siviglia Atlético - Sporting Gijón - Tenerife |

## Primo turno
|                   | Risultato |                   | Andata | Ritorno | Spareggio     |  |
| ----------------- | --------- | ----------------- | ------ | ------- | ------------- |  |
| Melilla CF        | 3 - 4     | Alavés            | 2 - 0  | 1 - 4   |               |  |
| Real Jaén         | 4 - 3     | Baskonia          | 2 - 0  | 2 - 3   |               |  |
| Hércules          | 2 - 0     | Celta Vigo        | 1 - 0  | 1 - 0   |               |  |
| Recreativo Huelva | 2 - 2     | Sporting Gijón    | 1 - 0  | 0 - 1   | 0 - 2         |  |
| Indautxu          | 1 - 5     | Eldense           | 1 - 0  | 0 - 5   |               |  |
| Plus Ultra        | 2 - 3     | Real Sociedad     | 1 - 0  | 1 - 3   |               |  |
| Constància        | 6 - 3     | Siviglia Atlético | 2 - 1  | 1 - 2   | 0 - 0 / 1 - 2 |  |
| Cadice            | 3 - 3     | Espanyol          | 3 - 1  | 0 - 2   | 2 - 1         |  |
| Real Murcia       | 3 - 1     | Ourense           | 1 - 0  | 2 - 1   |               |  |
| Langreo           | 1 - 4     | Las Palmas        | 1 - 1  | 0 - 3   |               |  |
| Levante           | 4 - 4     | Burgos            | 3 - 1  | 1 - 3   | 1 - 0         |  |
| Tenerife          | 3 - 1     | Atlético Baleares | 3 - 0  | 0 - 1   |               |  |
| Pontevedra        | 2 - 3     | Valencia Mestalla | 1 - 1  | 1 - 2   |               |  |
| Sabadell          | 0 - 6     | Granada           | 0 - 3  | 0 - 3   |               |  |
| Salamanca UDS     | 4 - 4     | San Fernando      | 4 - 0  | 0 - 4   | 1 - 1 / 1 - 2 |  |
| Racing Santander  | 1 - 3     | CD Cartagena      | 0 - 2  | 1 - 1   |               |  |

## Sedicesimi di finale
|                     | Risultato |                 | Andata | Ritorno | Spareggio |  |
| ------------------- | --------- | --------------- | ------ | ------- | --------- |  |
| Real Saragozza      | 8 - 2     | San Fernando    | 4 - 1  | 4 - 1   |           |  |
| Barcellona          | 3 - 2     | Real Murcia     | 3 - 1  | 0 - 1   |           |  |
| Cadice              | 2 - 5     | Córdoba         | 1 - 2  | 1 - 3   |           |  |
| CD Cartagena        | 4 - 4     | Elche           | 2 - 2  | 2 - 2   | 0 - 1     |  |
| Real Sociedad       | 1 - 4     | Real Oviedo     | 0 - 3  | 1 - 1   |           |  |
| Granada             | 0 - 6     | Real Madrid     | 0 - 3  | 0 - 3   |           |  |
| Deportivo La Coruña | 1 - 1     | Levante         | 0 - 0  | 1 - 1   | 1 - 3     |  |
| Hércules            | 2 - 7     | Atlético Madrid | 2 - 3  | 0 - 4   |           |  |
| Alavés              | 1 - 2     | Malaga          | 1 - 0  | 0 - 2   |           |  |
| Sporting Gijón      | 3 - 3     | Real Valladolid | 2 - 1  | 1 - 2   | 1 - 2     |  |
| Valencia            | 8 - 2     | Eldense         | 8 - 1  | 0 - 1   |           |  |
| Siviglia            | 3 - 0     | Real Jaén       | 2 - 0  | 1 - 0   |           |  |
| Siviglia Atlético   | 2 - 7     | Athletic Bilbao | 0 - 3  | 2 - 4   |           |  |
| Las Palmas          | 1 - 5     | Real Betis      | 0 - 1  | 1 - 4   |           |  |
| Valencia Mestalla   | 8 - 2     | Maiorca         | 3 - 2  | 5 - 0   |           |  |
| Tenerife            | 5 - 4     | Osasuna         | 4 - 2  | 1 - 2   |           |  |

## Ottavi di finale
|                 | Risultato |                   | Andata | Ritorno | Spareggio |  |
| --------------- | --------- | ----------------- | ------ | ------- | --------- |  |
| Tenerife        | 2 - 3     | Valencia          | 1 - 0  | 1 - 3   |           |  |
| Real Valladolid | 4 - 2     | Valencia Mestalla | 4 - 1  | 0 - 1   |           |  |
| Real Betis      | 3 - 2     | Siviglia          | 2 - 1  | 1 - 1   |           |  |
| Elche           | 5 - 5     | Barcellona        | 4 - 1  | 1 - 4   | 1 - 2     |  |
| Athletic Bilbao | 1 - 1     | Real Saragozza    | 1 - 0  | 0 - 1   | 2 - 3     |  |
| Real Oviedo     | 2 - 4     | Malaga            | 1 - 1  | 1 - 3   |           |  |
| Atlético Madrid | 3 - 0     | Córdoba           | 2 - 0  | 1 - 0   |           |  |
| Levante         | 1 - 7     | Real Madrid       | 1 - 4  | 0 - 3   |           |  |

## Quarti di finale
|                 | Risultato |                | Andata | Ritorno | Spareggio |  |
| --------------- | --------- | -------------- | ------ | ------- | --------- |  |
| Real Betis      | 3 - 3     | Real Madrid    | 1 - 0  | 2 - 3   | 0 - 2     |  |
| Valencia        | 5 - 1     | Malaga         | 5 - 1  | 0 - 0   |           |  |
| Atlético Madrid | 1 - 2     | Real Saragozza | 1 - 0  | 0 - 2   |           |  |
| Real Valladolid | 3 - 5     | Barcellona     | 2 - 1  | 1 - 4   |           |  |

## Semifinali
|                | Risultato |             | Andata | Ritorno | Spareggio |  |
| -------------- | --------- | ----------- | ------ | ------- | --------- |  |
| Valencia       | 3 - 3     | Barcellona  | 2 - 2  | 1 - 1   | 0 - 1     |  |
| Real Saragozza | 4 - 3     | Real Madrid | 4 - 0  | 0 - 3   |           |  |

## Finale
| Arbitro: | José Luis López Zaballa |

|                                 |           |           |
| Pereda 9’ Kocsis 18’ Zaldúa 59’ | Marcatori | 61’ Villa |